# Pere Ortís i Escuer
Pere Ortís i Escuer   (Bellpuig, 3 de novembre de 1930 - Solsona, 29 d'octubre de 2024) fou un escriptor català.

## Biografia
Va cursar els estudis eclesiàstics al Seminari de Solsona i va ser ordenat prevere el dia 1 de maig de 1955. Va viure 13 anys a Hondures (entre 1955 i 1968) i 18 anys a Nova York. Es llicencià en literatura i en filologia romànica a la Universitat de Nova York. Va viure a Tàrrega, on va desenvolupar tant la seva tasca d'escriptor com la de sacerdot, aquesta darrera al municipi de Preixana.
Fou l'autor d'una vintena de llibres de narrativa i d'assaig lingüístic. Fins ara s'han publicat 5 volums de la seva obra completa. També va traduir de l'anglès al català l'obra Catalònia Infelix de l'hispanista anglès Edgar Allison Peers. Així mateix, no va deixar de publicar articles de temàtica variada a revistes catalanes com Serra d'Or, Llengua Nacional, Nova Tàrrega, El Pregoner d'Urgell i altres.